# Суйга
Суйга́ (рос. Суйга) — село у складі Молчановського району Томської області, Росія. Адміністративний центр та єдиний населений пункт Суйгинського сільського поселення.

## Населення
Населення — 690 осіб (2010; 824 у 2002).
Національний склад (станом на 2002 рік):
- росіяни — 93 %